# Liste von Käsesorten aus Kroatien
Diese Liste enthält Käsesorten aus Kroatien.

## Liste
| Herkunftsbezeichnung  | Region                         | Milch von:        | Schutz | Typ               | Abbildung |
| --------------------- | ------------------------------ | ----------------- | ------ | ----------------- | --------- |
| Bjelovarski kvargl    | Gespanschaft Bjelovar-Bilogora | Kuh               |        | Halbhartkäse      |           |
| Dubrovniker Käse      | Gespanschaft Dubrovnik-Neretva | Schaf             |        | Hartkäse          |           |
| Gekochter Käse        | Slawonien                      | Kuh, Ziege        |        | Weichkäse         |           |
| Istrischer Schafskäse | Istrien, Kvarner-Bucht         | Schaf             |        | Schnittkäse       |           |
| Jadranski Käse        | Insel Pag                      | Kuh, Schaf        |        | Hartkäse          |           |
| Kolan Käse            | Insel Pag                      | Kuh               |        | Hartkäse          |           |
| Krasnarski Käse       | Lika                           | Kuh               |        | Hartkäse          |           |
| Kravlja skuta         | Lika                           | Kuh               |        | Molkenkäse        |           |
| Liburjan              | Insel Pag                      | Kuh, Ziege, Schaf |        | Hartkäse          |           |
| Lička basa            | Lika                           | Kuh               |        | Frischkäse        |           |
| Lički škripavac       | Lika                           | Kuh, Schaf, Ziege |        | Frischkäse        |           |
| Pager Käse            | Insel Pag                      | Schaf             |        | Hartkäse          |           |
| Podravec              | Gespanschaft Bjelovar-Bilogora | Kuh               |        | Halbhartkäse      |           |
| Runolist              | Lika                           | Kuh               |        | Halbhartkäse      |           |
| Tounjer Käse          | Kordun                         | Kuh               |        | geräucherter Käse |           |
| Turoš                 | Međimurje                      | Kuh               |        | Hartkäse          |           |
| Velebitski Käse       | Lika                           | Schaf             |        | Hartkäse          |           |
| Zadravec Käse         | Međimurje                      | Ziege             |        | Weichkäse         |           |
| Žigljen Käse          | Insel Pag                      | Schaf, Kuh        |        | Hartkäse          |           |